# Musteriense

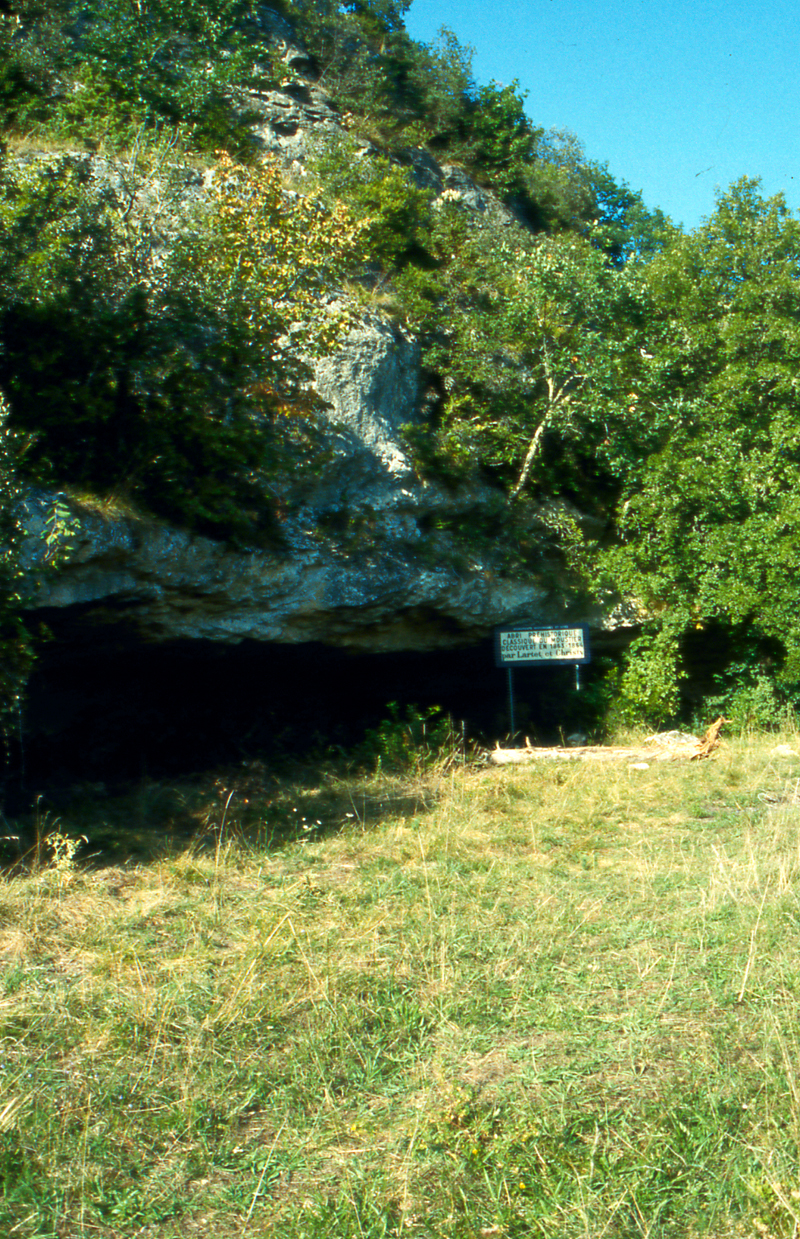
Abrigo de Le Moustier.

Musteriense ou musteriana   é uma cultura englobada dentro do Paleolítico Médio, na qual domina o homem de neandertal, com umas datas compreendidas entre 300 000 e 40 000 ap.
O seu nome procede do abrigo rochoso de Le Moustier (na região da Dordonha, França), onde Gabriel de Mortillet descobriu em 1860 uma indústria lítica pré-histórica, associada com os fósseis de Homo neanderthalensis encontrados em 1907.
As ferramentas musterienses eram feitas pelos neandertais em datas compreendidas entre 300 000 a.C. e 40 000 a.C., antes dos humanos modernos chegarem à Europa entre 70 000 a.C. e 32 000 a.C.
Ferramentas de pedra similares têm sido encontradas em toda a Europa sub-ártica e também no Oriente Médio e norte da África.
Deste período aparecem os primeiros rituais funerários, o canibalismo ritual, o culto ao urso das cavernas.

## Características

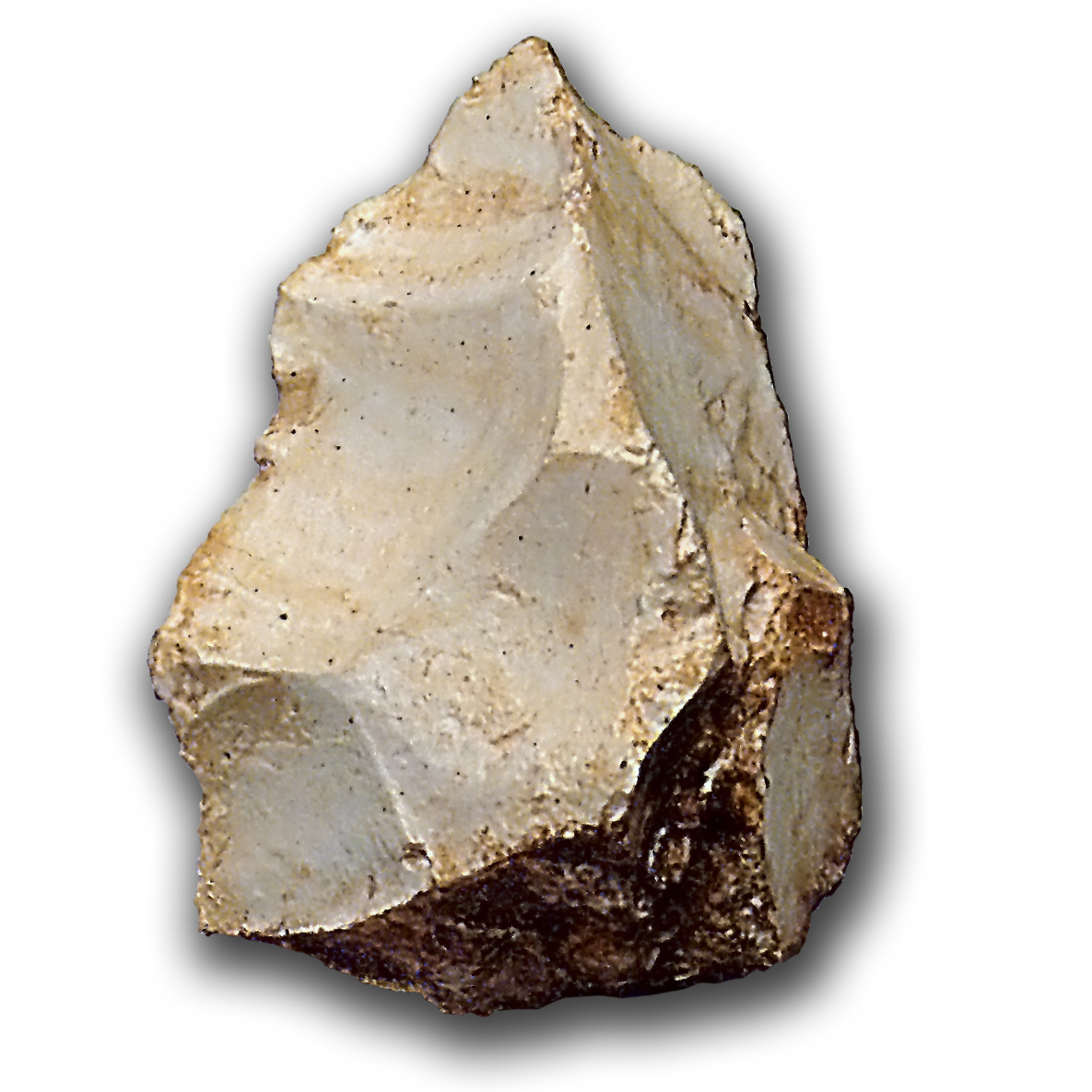
Um utensílio de começos de Musteriense: núcleo de Sílex procedente do nível TD-11 da jazida da "Gran Dolina" em Atapuerca.

Aparecem as primeiras cabanas ao ar livre nos lugares de clima mais cálido, enquanto nos de um clima mais frio (ou nos momentos de clima frio) o homem refugia-se ao abrigo de cavernas.
Aparecem os primeiros enterramentos relacionados com três tipos de ritos basicamente:
- O ritual funerário
- O canibalismo ritual
- O culto ao urso das cavernas (Ursus spelaeus)

Técnica do talhe Levallois.

A indústria lítica é realizada basicamente sobre lascas e caracterizada pelo uso da técnica Levallois, que permite obter utensílios mais especializados.
O método da técnica de talhe levallois consiste em obter uma ou várias lascas de certa forma predeterminada a partir de uma preparação particular do núcleo, em forma facetada. Produzem-se lascas de formas aproximadamente triangulares ou de tartaruga, das quais podem surgir, com retoques marginais, raspadeiras, ou com um retoque maior, pontas de projétil.

## Utensílios
Indústria lítica destacada:
- Pontas musterienses, feitas sobre lasca, triangulares robustas, ligeiramente curvadas na base (estilo "forma de sapato") e com retoques fortes nos bordos (tipo "escadiforme".
- Fendedores, realizados sobre lasca, normalmente grande, que se caracteriza pelo seu gume transversal.
- Facas de dorso, lascas ou lâminas largas, nas quais um gume foi trabalhado com retoque abrupto.
- Denticulados, realizado sobre lasca, onde o gume está trabalhado com uma série de entalhes.
- Raspadores, utensílios nos quais a parte ativa é constituída por uma frente moderadamente arredondada.
- Perfuradores, têm uma ponta fina e acerada.
- Raspadeiras, são instrumentos realizados sobre lasca ou sobre lâmina, por retoque contínuo.
- Buris, têm na sua parte ativa um fio reto ou em bisel.

São característicos as ferramentas com cabos.

## Classificação
O Musteriense acostuma dividir-se em vários grupos. A seguinte divisão sistematizada foi realizada por François Bordes, baseando-se nas indústrias que há em abrigos e cavernas do sudoeste francês e algumas dos loess e terraços do norte da França. Os tipos de musteriense estabelecidos são os seguintes:
- Musteriense de tradição Acheulense, subdividido em tipos A e B:
  - Musteriense de tradição Acheulense tipo A, caracterizado pela existência de um determinado tipo de bifaces.
  - Musteriense de tradição Acheulense tipo B, caracterizado pelo grande desenvolvimento das "facas de dorso" e a persistência escassa de bifaces.
- Musteriense típico, carece de subdivisões claras e caracteriza-se pelo baixo percentagem de "facas de dorso" e a ausência de bifaces.
- Musteriense de tipo Quina-Ferrassie, divide-se em dois grupos:
  - O tipo Quina caracteriza-se pela prática ausência de técnica Levallois  com lascas curtas.
  - O tipo Ferrassie caracteriza-se pela aparição da técnica Levallois  em conjuntos onde há forte proporção de raspadeiras.
- Musteriense de denticulados, há uma proporção muito elevada de denticulados e entalhes.
- Basconense ou Musteriense de tipo Ola, isolado como um tipo regional pelo próprio Bordes, para explicar as indústrias com fendedores no País Basco Francês.

## Expansão
Na Europa ocidental abundam os restos da cultura musteriense, cujo conhecimento aprofundou-se com os achados da Serra de Atapuerca. Na "Sima do Elefante" apareceram instrumentos líticos do tipo musteriense  associados ao Homem de neandertal, com fósseis de cavalos e cervos; enquanto, na "gran Dolina" o nível TD10 assinala a transição entre o Acheulense e o Musteriense, há por volta de 350 000 anos. Mais em cima, nos níveis TD11 e TD12, com cerca de 300 000 anos de antiguidade, aparecem utensílios sobre lasca de tamanho pequeno e mediano, e núcleos de extrações centrípetas bastante padronizados. Do mesmo volume de pedra tirava-se maior quantidade de gume. Esta técnica é associada no restante da Europa aos Neandertalenses.
Encontraram-se em Navarra alguns utensílios na Serra de Urbasa, destacando-se os de Coscobilo, em Olazagutia, que apresenta com frequência o sílex em placas. Em Andaluzia apareceram restos na caverna de Carigüela. França amostra o maior número de vestígios musterienses. Na Itália registram-se vários achados e em Croácia, o de Krapina.
A prolongação para o oriente é clara: entre 1925 e 1932, no Monte Carmelo, Dorothy Garrod descobriu restos ósseos neandertaleses e modernos e abundante material cultural, incluídas peças musterienses, nas cavernas de Tabum, Uade e Escul; outros achados musterienses produziram-se em Quique Coba (Crimeia); na caverna de Xanidar da cordilheira de Zagros (Iraque) e em Texique Taxe, perto de Baisum (Uzbequistão).